# Halifax—East Hants
Pour l’article homonyme, voir Halifax.
Halifax—East Hants fut une circonscription électorale fédérale de Nouvelle-Écosse. La circonscription fut représentée de 1968 à 1979.
La circonscription a été créée en 1966 d'une partie de Colchester—Hants. Abolie en 1976, la circonscription fut redistribuée parmi Annapolis Valley—Hants, Halifax et Halifax-Ouest.

## Géographie
En 1966, la circonscription d'Halifax—East Hants comprenait:
- La municipalité d'East Hants dans le Comté de Hants
- Une partie du Comté de Halifax
- Une partie de la ville d'Halifax

## Députés
1. 1968-1978 — Robert Jardine McCleave, PC
2. 1978¹-1979 — Howard Crosby, PC

- ¹ = Élections partielles
- PC = Parti progressiste-conservateur